# 大剛鉄之助
大剛 鉄之助（だいごう てつのすけ、1942年3月10日 - 2017年11月4日）は、宮城県仙台市出身で二所ノ関部屋所属の元大相撲力士、元プロレスラー、ブッカー、トレーナー。本名は、栄田 幸弘（さかえだ ゆきひろ）。
大相撲時代の四股名は仙台（せんだい）、最高位は幕下6枚目。プロレス転向後はトーキョー・ジョーのリングネームでも活躍。交通事故による大怪我でプロレスラー引退後はブッカーに転じ、未来日外国人選手の発掘・招聘などに手腕を振るった。

## 来歴

### 大相撲時代
少年時代から気性が激しく、喧嘩が強かった。その強い素質を見込まれ大相撲の二所ノ関部屋に入門し、1959年7月場所に本名の栄田の四股名で初土俵を踏んだ。同年11月場所から四股名を栄岩に改名し、小兵ながら激しい相撲で注目を受ける。1964年1月場所からは出身地にちなんで四股名を仙台と改めたが伸び悩み、1966年5月場所限りで廃業した。

### プロレスラー時代
大相撲廃業後は、1966年10月12日に東京プロレス設立に伴ってプロレスに転向し、入門同期には寺西勇・大磯武・柴田勝久・永源遙らがいた。当時の東京プロレスには道場が存在せずリングも用意されていなかったため、旗揚げ戦まで選手達は合宿先であった伊東市の海水浴場の砂浜でレスリングの基本を学んだ。
同年、豊登が名付け親で出身地にあやかり仙台強の名でデビューを果たすも、東京プロレスが2シリーズで経営に行き詰まり1967年1月に国際プロレスとの合同興行を経て崩壊した。アントニオ猪木の日本プロレス復帰の際に、同期の柴田・永源は同行出来たが大剛・寺西・大磯は残されてしまい、同じく残されたラッシャー木村らと共に国際プロレスに移籍。その際にリングネームを大剛鉄之助に改名し、前座・中堅を務めミスター珍とのタッグでモンスター・ロシモフとハンディキャップマッチを行ったこともある。
同期・後輩が次々に海外武者修行へ出て行く中でチャンスが訪れなかったが、1973年3月8日の『'73チャレンジ・シリーズ』長野大会においてホセ・クィンテロと唯一の金網デスマッチを行い、同シリーズ終了直後にマッドドッグ・バションの仲介でカナダ・モントリオール地区のGPW（グランプリ・レスリング）に遠征。現地ではトーキョー・ジョーを名乗り、バションやエドワード・カーペンティアと抗争してメインイベンターとなり、ブルーノ・サンマルチノがGPWに参戦した際はタッグマッチながら対戦相手を務めた。
1974年3月26日に故郷仙台での凱旋帰国試合が組まれた。しかしバションに帰国を申請したが契約を楯に許可が出なかったため、当時インディアナポリス地区（ディック・ザ・ブルーザー主宰のWWA）で武者修行をしていた後輩のデビル紫を呼び寄せ、後釜に据えることで帰国OKを貰った。そして3月18日、合流したデビル紫を伴い後輩の八木宏（剛竜馬）が武者修行をしていたカルガリーへトレーラー・カーで移動する途中、スリップ事故を起こし立ち往生する。その対処のためトレーラーを外している所に19歳の少年が運転する乗用車が追突し、挟まれた大郷は右足切断の重傷を負ってしまう。

### ブッカー時代
事故によりレスラー生命を絶たれた大剛は、IWE北米支部長の肩書きでカナダに残り、ジョー・タイゴーの名でブッカーとして外人レスラー招聘を行う。当時、国際プロレスはAWAと提携していたが、AWAへ支払う高額なブッキング料が経営を圧迫していたこともあり、大剛ルートからの招聘の比重が高まるに至ってバーン・ガニアから「自分達（AWA）を取るか、大剛を取るかどっちなんだ？」と迫られ、この際に吉原功代表が大剛を選んだために提携は解消され、AWAは全日本プロレスとの提携に踏み切る。この後、国際プロレスはカルガリーやモントリオールなど大剛のカナダ・ルートをはじめ、大剛のブッキングで来日したジプシー・ジョーの仲介によるミッドサウス・ルートからの選手招聘を行なうが、WWWFと提携した新日本プロレス・NWAおよびAWAと提携した全日本プロレスに比べると見劣りがあり、後の国際プロレス解散となる遠因の一つとなった。
1981年の国際プロレス解散後もカナダでモントリオール地区を中心にブッカーを継続し、ジェリー・モロー（稲妻二郎）の全日本プロレス出場を斡旋したり、若松市政をマネージャーとしてカルガリーに招聘したりしていたが、1984年7月に新日本プロレスが吉原功を顧問として迎えたことが縁で、新日本の北米支部長に就任した。しかしこれに対して、それまでカルガリーでブッカー・トレーナーとして新日本への選手派遣や海外修行中である若手選手の面倒を見ていたミスター・ヒトが反発する。過去のギャラ支払いトラブルと合わせて、ヒトは新日本と縁を切りジャパンプロレスと提携。ダイナマイト・キッド&デイビーボーイ・スミスを新日本から全日本へ移籍させる事態となった。
新日本でのブッカー業務では、キングコング・バンディ、ハクソー・ヒギンズ、ビリー・ジャック、コンガ・ザ・バーバリアン、ジャイアント・グスタブ（マネージャーは旧友ブッチャー・バション）、ザ・ジャッカル、クラッシャー・バンバン・ビガロ、ビシャス・ウォリアー、コーポラル・カーシュナー、パニッシャー・ダイス・モーガンの初来日や、アレックス・スミルノフ、ホーレス・ボウダーの移籍などで手腕を発揮。1990年代からは、海外修行に出た新日本の若手選手のトレーナーや世話役としても活躍していた。
2017年11月4日（現地時間）、大腸がんのため死去。75歳没。

## タイトル歴
- インターナショナルタッグ王座（カルガリー版）

## エピソード
- 国際プロレス代表の吉原功に対する傾倒は、若松市政と双璧をなしていた。東京プロレス崩壊後に自分を引き取ってくれた感謝の念に加え、国際プロレスがTBSと放送契約を結ぶまでの間、吉原功が自宅を抵当に入れて生活費を出してくれたり、前述の招聘ルート選択に多大なる恩義を感じたからである。
- 右足切断となった交通事故の賠償では、交渉中に相手の少年が別の事故で死亡したことから、保険会社との交渉だけとなり相当苦労した。大剛は「この時の経験が、ブッカーとしての交渉の際に生きたんでしょうね」と、専門誌のインタビューで語っている。
- ミスター・ヒト（安達勝治）との不仲は相当なものであったといい、ヒトがカルガリーに定着した経緯[注釈 1]や、ブッカーとして商売敵であったことが主な理由である[注釈 2]。後年、ヒトが帰国後に経営を引き継いだ飲食店（お好み焼き屋）を閉店する際に[注釈 3] 、プロレス関係者が大剛を招待するまでの長い間、犬猿の仲が続いた。
- 新人時代の天山広吉・小島聡・大谷晋二郎などは、海外修行時に大剛が鬼コーチの存在としてかなり厳しく指導しており、新日本プロレスを担うヤングライオンを育成して成長させたという実績がある。
- 大剛の人柄や、性格面に関しては否定的な意見もあった。元国際プロレスの大位山勝蔵は、1972年4月20日の出雲体育館の大会でジョージ・ゴーディエンコ戦が終わった後の控え室にて、大位山のアメリカ行きが決まりそれに嫉妬した大剛が現れて「ちょっとオイ!お前はタコに[注釈 4]なってんのかよ、この野郎!!」と理不尽な言い掛かりを付けた後、いきなり殴って来て暴力を振るわれたことや、浅草でちゃんこ料理屋を出店した際には、土足で座敷に上がられて来たことなどを鶴見五郎との対談で明かしている。同席の鶴見は大剛について「本当に性格が悪かったんだよ。ミスター珍さんは我々の大先輩だったけど、そういう人をプライベートの時も平気で殴ったりしてたからね」と話している[3]。